# Johan Hägleby
Johan Hilding Hägleby, även känd under namnet Hilding Hägleby, född 5 oktober 1900 i Häglinge församling, Kristianstads län, död 1 oktober 1981, var en svensk målare.
Hägleby studerade vid Otte Skölds målarskola i Stockholm 1945 samt under studieresor  i de nordiska länderna. Han deltog i utställningar med olika konstföreningar landet och medverkade i Otte Skölds elevutställning på Liljevalchs konsthall i Stockholm 1952. Hans konst består av figurer, landskap från ödebygder, Simlångsdalen, Skåne och Bohuslän med en kolorit som går i rött, blått och grålila.